# Irene di Orange-Nassau
Irene di Orange-Nassau (nome completo in olandese Irene Emma Elisabeth; Palazzo Soestdijk, 5 agosto 1939) è stata duchessa consorte titolare di Parma e Piacenza dal 1977 al 1981, come moglie di Carlo Ugo.
È la secondogenita della regina Giuliana e del principe Bernhard.

## Biografia
Irene è la sorella minore dell'ex regina Beatrice dei Paesi Bassi ed è sorella maggiore delle principesse Margherita e Cristina di Orange-Nassau. I suoi nonni materni erano il duca Enrico di Meclemburgo-Schwerin e la regina Guglielmina dei Paesi Bassi; quelli paterni il principe Bernardo di Lippe-Biesterfeld e la baronessa Armgard di Sierstorpff-Cramm.
A causa dell'invasione dei Paesi Bassi da parte della Germania durante la seconda guerra mondiale, la famiglia reale olandese andò in esilio in Canada, dove Irene venne iscritta alla Rockcliffe Park Public School a Ottawa. Durante la guerra, la Reale brigata olandese (la formazione dei soldati olandesi che combatterono accanto agli Alleati) venne chiamata con il nome della principessa, nome mantenuto anche dopo la guerra, quando divenne il Reggimento Principessa Irene. Dopo aver studiato all'università di Utrecht, andò a Madrid per imparare la lingua spagnola.

### Il matrimonio contrastato
A Madrid conobbe Carlo Ugo di Borbone-Parma, figlio più anziano del pretendente carlista al trono di Spagna Saverio di Borbone-Parma, duca di Parma. Nell'estate del 1963 la principessa Irene si convertì segretamente al cattolicesimo romano e la notizia arrivò all'opinione pubblica e alla famiglia reale con una fotografia, comparsa nella prima pagina di un giornale di Amsterdam, che mostrava la principessa inginocchiata durante una messa nella chiesa cattolica dei Gerolamini (Los Jerónimos) a Madrid. A questa notizia si aggiunse quella del fidanzamento con il principe Carlo Ugo (più vecchio di lei di nove anni), il che provocò contestazioni da parte dei protestanti e una crisi istituzionale.
Era una tradizione costituzionale e non una legge quella che proibiva ad un cattolico di regnare sui Paesi Bassi, supportata dal Parlamento olandese dominato dai Protestanti e nata durante il Cinquecento con le guerre contro la Spagna. I timori di una dominazione cattolica erano aumentati durante i secoli per i problemi e le guerre degli Stati cattolici vicini all'Olanda. Solamente dalla metà del Novecento gli atteggiamenti religiosi avevano iniziato a mutare (pur molto lentamente) e negli anni Sessanta i fedeli cattolici rappresentavano circa il 34% della popolazione olandese, mentre i partiti politici cattolici erano stati nei governi di coalizione dal 1918.
Ad amplificare la crisi, oltre alla conversione di un membro della casa reale ed un matrimonio senza l'approvazione del Parlamento (che la principessa, allora seconda in linea di successione, sapeva non avrebbe ottenuto mai), c'era la memoria recente del sostegno del generale Francisco Franco alla Germania nazista.
La regina Giuliana tentò di impedire il matrimonio, dapprima mandando un membro del suo entourage a Madrid per convincere la principessa a non procedere con un matrimonio politicamente disastroso per la monarchia nei Paesi Bassi: la regina sembrò aver successo e annunciò alla radio olandese che la principessa Irene aveva acconsentito ad annullare il fidanzamento e stava per tornare in patria. Tuttavia, quando l'aeroplano arrivò all'aeroporto di Schiphol, la principessa non era a bordo e la regina e suo marito il principe Bernardo meditarono di salire su un aereo militare olandese per andare in Spagna a parlare con la figlia. Ma il governo olandese comunicò alla coppia reale che si sarebbe dimesso in blocco se essi avessero messo piede in Spagna: considerate le problematiche politiche ed il fatto che un monarca dalla casa d'Orange-Nassau non aveva mai visitato la Spagna, la regina non ebbe scelta e rinunciò.
All'inizio del 1964 la principessa Irene volò in Olanda assieme a Carlo Ugo e subito si svolse una riunione tra la coppia, la regina, il primo ministro Marijnen e tre ministri. Nel tentativo di guadagnare il favore pubblico per il suo matrimonio, la principessa Irene dichiarò pubblicamente che il suo matrimonio serviva anche a combattere l'intolleranza religiosa e ciò causò una divisione nell'opinione pubblica, essendo meno del 40% dell'Olanda cattolico. Nelle settimane seguenti la situazione si deteriorò quando il papa Paolo VI concesse un'udienza alla coppia a Roma: la regina inizialmente negò tale incontro, che però poco dopo avvenne. Irene perse infine il favore della maggior parte dell'opinione pubblica olandese quando comparve su un giornale olandese una foto che la mostrava ad un raduno di Carlisti in Spagna ed ella stessa dichiarò di sostenere la politica del suo fidanzato.
Nessuno della famiglia reale e del corpo diplomatico olandese assistette al matrimonio, avvenuto nella basilica di Santa Maria Maggiore a Roma il 29 aprile 1964. Poiché non era riuscita ad ottenere l'approvazione del parlamento per sposarsi, Irene perse il diritto alla successione al trono olandese e accettò di vivere fuori dai Paesi Bassi.
Dopo le nozze, Irene fu molto attiva nella battaglia politica di estrema destra del marito, che tuttavia con il tempo scivolò sempre più verso posizioni di sinistra, per poi lasciare del tutto l'agone politico e rimanere solo uno dei membri del jet-set internazionale. Il principe, capo della casa di Borbone-Parma, divenne cittadino spagnolo nel 1979. I coniugi ebbero quattro figli, ma divorziarono nel 1981 ed Irene tornò a vivere nei Paesi Bassi con i figli e si dedicò a varie attività per "cercare se stessa": il suo rapporto con la natura, che diceva di avere perso dall'infanzia, si intensificò e nel 1995 pubblicò il suo primo libro, l'opera autobiografica Dialoog met de natuur, che descrive la sua filosofia.

## Opere
- Dialoog met de natuur : een weg naar een nieuw evenwicht, Ankh-Hermes, cop. 1995, ISBN 9020290851
  - (EN) Irene van Lippe-Biesterfeld, Dialogue with Nature, Findhorn Press, 1997, ISBN 9781899171866
  - Irene Van Lippe Biesterfeld, Dialogo con la natura. La via verso un nuovo equilibrio, Edizioni Mediterranee, 1998, ISBN 9788827204993
- (NL) Irene van Lippe-Biesterfeld, Leven in verbinding: prinses Irene in gesprek met Prof. Dr. Matthijs Schouten over mens-zijn, VBK Media, 02 maggio 2010, ISBN 9789020299991
- (NL) Irene van Lippe-Biesterfeld, Bergplaas: een verhaal - de relatie tussen mensen en natuur, Knnv, Uitgeverij, 16 settembre 2016, ISBN 9789050115742.
- Science, soul, and the spirit of nature : leading thinkers on the restoration of man and creation, Bear & Co, 2005, ISBN 1591430550
- Ricollegarsi con la natura e con il cosmo, in Laszlo Ervin , Risacralizzare il cosmo, Urra, 18 ottobre 2010, ISBN 9788850311477

## Discendenza
Carlo Ugo e la principessa Irene hanno avuto quattro figli:
- principe Carlo Saverio Bernardo Sisto Maria di Borbone-Parma, attuale duca di Parma e Piacenza, duca di Madrid, pretendente carlista al trono di Spagna (Nimega, 27 gennaio 1970); sposato dal 2010 con la contessa Annemarie Gualthérie van Weezel (1977), dalla quale ha tre figli.
- principessa Margherita Maria Beatrice di Borbone-Parma, contessa di Colorno (Nimega, 13 ottobre 1972); sposata in prime nozze, dal 2001 al 2006, con Edwin de Roy van Zuydewijn; in seconde nozze, nel 2008, ha sposato Tjalling Siebe ten Cate, dal quale ha due figlie.
- principe Giacomo Bernardo di Borbone-Parma, duca di San Jaime, conte di Bardi (Nimega, 13 ottobre 1972); sposato dal 2013 con la contessa Viktória Cservenyák (1982), dalla quale ha due figlie.
- principessa Maria Carolina Cristina di Borbone-Parma, marchesa di Sala, duchessa di Guernica (Nimega, 23 giugno 1974); sposata dal 2012 con Albert Brenninkmeijer, dal quale ha due figli.

## Ascendenza
|                                |                                               |                                        | Genitori                              |  |  | Nonni |  |  | Bisnonni                        |  |  | Trisnonni                   |  |
|                                |                                               |                                        |                                       |  |  |       |  |  | Ernesto II di Lippe-Biesterfeld |  |  | Giulio di Lippe-Biesterfeld |  |
|                                |                                               |                                        |                                       |  |  |       |  |  | Ernesto II di Lippe-Biesterfeld |  |  | Giulio di Lippe-Biesterfeld |  |
|                                |                                               | Adelaide di Castell-Castell            |                                       |  |  |       |  |  | Ernesto II di Lippe-Biesterfeld |  |  |                             |  |
| Bernardo di Lippe-Biesterfeld  |                                               |                                        |                                       |  |  |       |  |  | Ernesto II di Lippe-Biesterfeld |  |  |                             |  |
|                                |                                               | Carolina di Wartensleben               | Leopoldo di Wartensleben              |  |  |       |  |  |                                 |  |  |                             |  |
|                                |                                               | Carolina di Wartensleben               | Leopoldo di Wartensleben              |  |  |       |  |  |                                 |  |  |                             |  |
|                                |                                               | Carolina di Wartensleben               | Mathilde Halbach                      |  |  |       |  |  |                                 |  |  |                             |  |
| Bernhard van Lippe-Biesterfeld |                                               | Carolina di Wartensleben               |                                       |  |  |       |  |  |                                 |  |  |                             |  |
|                                |                                               | Aschwin di Sierstorpff-Cramm           | Adolfo di Cramm                       |  |  |       |  |  |                                 |  |  |                             |  |
|                                |                                               | Aschwin di Sierstorpff-Cramm           | Adolfo di Cramm                       |  |  |       |  |  |                                 |  |  |                             |  |
|                                |                                               | Aschwin di Sierstorpff-Cramm           | Edvige di Cramm                       |  |  |       |  |  |                                 |  |  |                             |  |
| Armgard di Sierstorpff-Cramm   |                                               | Aschwin di Sierstorpff-Cramm           |                                       |  |  |       |  |  |                                 |  |  |                             |  |
|                                |                                               | Edvige di Sierstorpff-Driburg          | Ernesto di Sierstorpff-Driburg        |  |  |       |  |  |                                 |  |  |                             |  |
|                                |                                               | Edvige di Sierstorpff-Driburg          | Ernesto di Sierstorpff-Driburg        |  |  |       |  |  |                                 |  |  |                             |  |
|                                |                                               | Edvige di Sierstorpff-Driburg          | Karoline von Vincke                   |  |  |       |  |  |                                 |  |  |                             |  |
| Irene di Orange-Nassau         |                                               | Edvige di Sierstorpff-Driburg          |                                       |  |  |       |  |  |                                 |  |  |                             |  |
|                                | Federico Francesco II di Meclemburgo-Schwerin | Paolo Federico di Meclemburgo-Schwerin |                                       |  |  |       |  |  |                                 |  |  |                             |  |
|                                | Federico Francesco II di Meclemburgo-Schwerin | Paolo Federico di Meclemburgo-Schwerin |                                       |  |  |       |  |  |                                 |  |  |                             |  |
|                                | Federico Francesco II di Meclemburgo-Schwerin | Alessandrina di Prussia                |                                       |  |  |       |  |  |                                 |  |  |                             |  |
| Enrico di Meclemburgo-Schwerin | Federico Francesco II di Meclemburgo-Schwerin |                                        |                                       |  |  |       |  |  |                                 |  |  |                             |  |
|                                |                                               | Maria di Schwarzburg-Rudolstadt        | Adolfo di Schwarzburg-Rudolstadt      |  |  |       |  |  |                                 |  |  |                             |  |
|                                |                                               | Maria di Schwarzburg-Rudolstadt        | Adolfo di Schwarzburg-Rudolstadt      |  |  |       |  |  |                                 |  |  |                             |  |
|                                |                                               | Maria di Schwarzburg-Rudolstadt        | Matilde di Schonburg-Waldenburg       |  |  |       |  |  |                                 |  |  |                             |  |
| Giuliana dei Paesi Bassi       |                                               | Maria di Schwarzburg-Rudolstadt        |                                       |  |  |       |  |  |                                 |  |  |                             |  |
|                                |                                               | Guglielmo III dei Paesi Bassi          | Guglielmo II dei Paesi Bassi          |  |  |       |  |  |                                 |  |  |                             |  |
|                                |                                               | Guglielmo III dei Paesi Bassi          | Guglielmo II dei Paesi Bassi          |  |  |       |  |  |                                 |  |  |                             |  |
|                                |                                               | Guglielmo III dei Paesi Bassi          | Anna Pavlovna Romanova                |  |  |       |  |  |                                 |  |  |                             |  |
| Guglielmina dei Paesi Bassi    |                                               | Guglielmo III dei Paesi Bassi          |                                       |  |  |       |  |  |                                 |  |  |                             |  |
|                                |                                               | Emma di Waldeck e Pyrmont              | Giorgio Vittorio di Waldeck e Pyrmont |  |  |       |  |  |                                 |  |  |                             |  |
|                                |                                               | Emma di Waldeck e Pyrmont              | Giorgio Vittorio di Waldeck e Pyrmont |  |  |       |  |  |                                 |  |  |                             |  |
|                                |                                               | Emma di Waldeck e Pyrmont              | Elena di Nassau                       |  |  |       |  |  |                                 |  |  |                             |  |
|                                |                                               | Emma di Waldeck e Pyrmont              |                                       |  |  |       |  |  |                                 |  |  |                             |  |